# West Wycombe Rural
West Wycombe Rural var en civil parish från 1934 till 1987 då den blev en del av High Wycombe unparished area och Bledlow cum Saunderton, Bradenham, Downley, Great Marlow, Lane End, Piddington and Wheeler End, Radnage och West Wycombe civil parishes, i grevskapet Buckinghamshire, i England. Civil parish var belägen 5 km från High Wycombe och hade 2 609 invånare år 1971.